# Stuhr (gmina)
Stuhr – gmina samodzielna (niem. Einheitsgemeinde) w północnych Niemczech, w kraju związkowym Dolna Saksonia, w powiecie Diepholz, w pobliżu Bremy. Liczy ok. 33,2 tys. mieszkańców.